# Église protestante de Poméranie

Territoire de l'Église protestante de Poméranie.

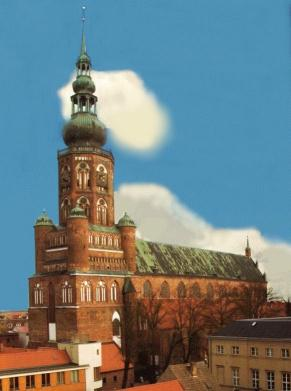
Cathédrale Saint Nicolas, à Greifswald, lieu de prédication des évêques de l'ex-Église poméranienne.

L'Église protestante de Poméranie (allemand : Pommersche Evangelische Kirche; PEK) était une église protestante implantée dans l'ancienne province de Poméranie, dont la fraction la plus occidentale fait aujourd'hui partie de l'état allemand de Mecklembourg-Poméranie-Occidentale. Sa théologie et sa liturgie combinaient des éléments issus des traditions luthérienne et réformée, cette église ayant fait partie de l'Union Prussienne. Le siège de l'église se trouvait à Greifswald, et l'évêque prêchait dans la cathédrale (ou plus précisément la collégiale) de Greifswald.
Le territoire de l'Église protestante de Poméranie correspond exactement à la partie restée allemande de l'ancienne province prussienne de Poméranie, qui forme aujourd'hui la partie orientale du Land de Mecklembourg-Poméranie-Occidentale.  
En mai 2012, l'Église protestante de Poméranie a fusionné avec l'Église protestante luthérienne du nord de l'Elbe et l'Église protestante luthérienne du Mecklembourg, pour former l'Église protestante luthérienne en Allemagne du Nord. L'Église protestante de Poméranie a été un membre à part entière de l'Église protestante en Allemagne (EKD) entre 1950 et 1969 et de 1991 à 2012, de la Fédération des Églises protestantes de la RDA entre 1969 et 1991, et de l'Union des Églises protestantes entre 1950 et 2003. L'église a également été un membre de la Communion d'Églises protestantes en Europe (CEPE).  